# Odisnel Cooper
Odisnel Cooper Despaigne est un footballeur international cubain, né le 31 mars 1992 à Camagüey (Cuba). Il a évolué au poste de gardien de but au Charleston Battery (en USL) de 2013 à 2018.

## Biographie
Il participe aux éliminatoires de la Coupe du monde U17 de 2009 puis à celles de la Coupe du monde U20. En 2011, il dispute également les Jeux panaméricains puis honore sa première cape – à seulement 19 ans – en équipe senior, le 11 décembre 2011, face au Costa Rica. Enfin, avec les moins de 23 ans, il prend part aux tours qualificatifs des Jeux olympiques de 2012.
Néanmoins, le 11 octobre 2012, avec trois de ses coéquipiers, Cooper fait défection et abandonne son équipe et son pays à la veille d'un match contre le Canada à Toronto. 
Fin novembre 2012, en compagnie de Maikel Chang et Heviel Cordovés, les trois hommes réalisent un essai avec le Charleston Battery et sont confirmés pour la reprise en janvier 2013. Cooper reste cinq ans au sein du Charleston Battery  – où il joue plus de 100 matchs – avant de prendre sa retraite fin 2018.